# 斯科特·高尔特
斯科特·高尔特（英語：Scott Gault，1983年1月31日—），美国男子赛艇运动员。他曾代表美国参加2008年和2012年夏季奥林匹克运动会赛艇比赛，其中2012年奥运会获得一枚铜牌。